# 配對補助金計劃
配對補助金計劃（英語：Matching Grant Scheme，英文簡稱：MGS），又常稱為：配對補助金，大學配對補助金，是香港政府資助專上院校籌募經費的計劃，目的是鼓勵專上院校向社會各界進行募捐，從而推動社會對大專院校捐助的文化，開拓教育經費的來源，而政府會根據院校籌得的款項按比例發放補助金。

## 運作方式
大學配對補助金的經費由政府向立法會申請的撥款提供，配對補助金計劃由大學教育資助委員會負責管理。
首輪配對補助金全部以每一元捐款配一元補助金的等額方式發放，從第二輪開始修改為兩種配對比例，院校籌得的「最低款額」以每一元捐款配一元補助金的等額方式發放，超過「最低款額」的其餘捐款，則以每兩元捐款配一元補助金的方式發放，並對各院校可獲發放的補助金額設有統一的「上限」。參與院校須於指定期限內申請補助金大學，而補助金的發放會以先到先得的方式處理。補助金計劃的最低款額、補助金上限，以及指定期限，在每輪計劃均會有所調整。參與院校除須於指定期限內籌募捐款外，對捐款的計算也有規限，捐款不包括投資的收益。
大學配對補助金並不是恆常的補助計劃，因此不是定期舉行。首輪大學配對補助金於2003年7月開始至2004年6月結束，而第六輪配對補助金於2012年8月1日開始至2014年7月31日結束。

## 補助金的應用
院校獲得的配對補助金。可用於加強教學及研究、發展學術強項及具優勢範疇、推行學生為本活動及發展計劃、以及院校進行的基本工程項目。

## 首輪等額補助金計劃
香港政府於2002年11月初步計劃為大學的捐款設立配對補助金。財政司司長於2003年3月的財政預算案中，宣布政府將會向立法會申請10億港元作為大學配對補助金的擔保金額，補助金計劃於2003年6月獲立法會財務委員會通過。首輪配對金總額為10億港元，只供教資會資助的院校申請，包括香港大學、香港中文大學、香港科技大學、香港理工大學、香港城市大學、香港浸會大學、嶺南大學及香港教育學院，配對金計劃於2003年7月1日開始至2004年6月30日結束，每所院校可獲發放的「上限」補助金為2億5000萬元，該次計劃的籌款金額與補助金全部以1元對1元的等額配對方式發放。
雖然補助金是按先到先得的形式發放，但為確保籌款能力較弱的院校不會被其他院校搶先申請取去可發放的「最低款額」，教資會因此會先為每所院校預留2000萬元，並分為兩期發放。2003年7月1日至12月31日為計劃的第一期，院校在此期間籌得的捐款，可先行申請「最低款額」，如果院校的籌款金額超出「最低款額」，餘下的款項可在第一期計劃以先到先得的形式發放最多1億5000萬元補助金，如果院校仍有可獲配對的金額，將會納入輪候名單到第二期計劃結束。2004年1月1日至6月30日為計劃的第二期，各院校在計劃期滿後可獲發放餘下款項，如果教資會為各院校預留的「最低款額」未有被動用，該筆預留款項可發放予其他院校。
等額補助金分配結果：
- 香港大學（2億5000萬元）
- 香港中文大學（2億2800萬元）
- 香港理工大學（2億100萬元）
- 香港科技大學（1億3100萬元）
- 香港浸會大學（7900萬元）
- 香港城市大學（4500萬元）
- 嶺南大學（4500萬元）
- 香港教育學院（2100萬元）

等額補助金計劃在2003年7月正式推出，並於2004年6月30日屆滿，並於2004年7月30日公佈結果。教資會資助的八所院校共籌得超過13億港元的捐款，其中10億元獲等額補助金配對。香港大學在是次計劃籌得最高捐款並超過2億5000萬港元，因此獲分配「上限」款額2億5000萬港元，香港教育學院為是次計劃籌得款項最少的院校，只獲分配2100萬港元。

## 第二輪配對補助金計劃
2005年6月，政府向立法會提交建議設立第二輪配對補助金計劃，計劃涉及金額仍為10億元，參與院校仍為教資會資助的八所院校，補助金的計算方式則有所改變，院校對補助金的使用限制也有所放寬。首輪配對補助金是以1元對1元等額方式發放，第二輪方式改為兩級方式計算，少於「最低款額」的籌款金額以1元捐款對1元補資金發放，超過「最低款額」以2元捐款對1元補助金發放，每間院校最高可發放2億5000萬元，超過「最低款額」的補助金會以先到先得形式發放。「最低款額」由第一輪的2000萬元增至4500萬元，每間院校獲預留一筆「最低款額」六個月，確保每間院校的「最低款額」不會因為先到先得而被其他院校動用，即使有院校籌得超過「最低款額」也只能排入輪候名單，旨在協助因規模較小或較新而籌募經費能力較低的院校，獲合理地分配到配對補助金。當預留期限屆滿後，為各院校預留的「最低款額」如果未有被有關院校用盡，將會以先到先得方式按輪候名單發放予其他院校。可申請補助金的範圍較第一輪放寬，院校可就興建校內建築物的捐款申請配對補助金，但獲發放的補助金必須用於教資會經常補助金資助範圍內的活動或用於獎學金，也可用於向優秀的非本地學生頒發獎學金。第二輪配對補助金於2005年8月1日開始，至2006年2月28日結束，計劃為期七個月，每間院校可獲預留「最低款額」至2006年1月31日。
| 院校         | 款額（百萬元） | 補助金（百萬元） |
| ------------ | -------------- | ---------------- |
| 香港大學     | 536            | 250              |
| 香港中文大學 | 526            | 250              |
| 香港科技大學 | 456            | 243              |
| 香港理工大學 | 134            | 81               |
| 香港浸會大學 | 91             | 64               |
| 香港城市大學 | 78             | 45               |
| 嶺南大學     | 47             | 45               |
| 香港教育學院 | 22             | 22               |
| 總額：       | 1890           | 1000             |

第二輪配對補助金於2006年2月28日期滿，八所教資會資助院校共籌得接近19億元的私人捐款，而10億元的第二輪配對補助金亦已悉數發放給各院校。其中香港大學、香港中文大學獲發放最高補助金額2億5000萬元，香港科技大學也獲發放接近上限的2億4300萬元補助金。在計劃進行期間發表的中期進度報告，顯示有三所院校於2005年11月30日仍未籌得4500萬元的「最低款額」，但計劃於2006年2月結束時，只有香港教育學院未能籌得「最低款額」，僅獲發放2200萬元補助金，為是次計劃中籌得款項最少的院校。

## 第三輪配對補助金計劃
2005年6月，立法會財務委員會批出10億港元設立第三輪配對補助金計劃，第三輪補助金的參與院校仍為教資會資助的八所院校，補助金的計算採用第二輪的配對方式，籌得4500萬元「最低款額」以下的款額以1元對1元發放，超出「最低款額」以2元捐款對1元補助金發放，各院校可獲發放補助金上限為2億5000萬元。每所院校先獲預留4500萬元的「最低款額」八個月，如院校於首八個月籌得超出「最低款額」的款額會排入輪候名單，為各院校預留的「最低款額」於預留期滿後如有餘額會發放予輪候名單上的其他院校。第三輪配對補助金於2006年6月1日開始，至2007年3月15日結束，計劃為期九個半月，每間院校可獲預留「最低款額」至2007年1月31日。
| 院校         | 款額（百萬元） | 補助金（百萬元） |
| ------------ | -------------- | ---------------- |
| 香港中文大學 | 531            | 250              |
| 香港大學     | 506            | 250              |
| 香港科技大學 | 187            | 116              |
| 香港城市大學 | 120            | 82               |
| 香港理工大學 | 117            | 81               |
| 香港浸會大學 | 71             | 58               |
| 香港教育學院 | 31             | 31               |
| 嶺南大學     | 22             | 22               |
| 總額：       | 1583           | 888              |

第三輪配對補助金於2007年3月15日期滿，八所教資會資助院校共籌得15億8千3百萬元的私人捐款，是次計劃共發放8億8800萬元補助金予各院校，金額共10億元第三輪配對補助金至計劃結束仍有餘款，也是配對補助金計劃設立以來首次未有用盡補助款額。香港大學、香港中文大學獲發放最高補助金額2億5000萬元，香港科技大學也獲發放超過1億1000萬元的補助金。香港城市大學、香港理工大學都獲得超過1億元的捐款，各獲發放超過8千萬元補助金，香港浸會大學也超過4500萬元的「最低款額」，至於香港教育學院、嶺南大學未達到4500萬元的「最低款額」。

## 第四輪配對補助金計劃
政府於2007年11月30日向立法會財務委員會提交撥款議案設立總額10億元的第四輪配對補助金計劃。政府在第四輪配對補助金計劃議案中首次加入兩所非教資會資助的大學參與配對補助金計劃，分別是政府於1989年成立的香港公開大學，以及於2006年成為香港首間私立大學的香港樹仁大學，連同教資會資助的八所院校，共有10所院校參與第四輪配對補助金計劃，該議案經立法會財務委員會審議後通過。第四輪配對補助金的計算沿用自第二輪計劃起採用的兩級計算方式，但時限有所變更。各院校籌得的4500萬元「最低款額」以下的款額以1元對1元發放，超出「最低款額」以2元捐款對1元補助金發放，各院校可獲發放補助金上限為2億5000萬元。每所院校先獲預留4500萬元的「最低款額」12個月，如院校於首12個月籌得超出「最低款額」的款額會排入輪候名單，為各院校預留的「最低款額」於預留期滿後如有餘額會發放予輪候名單上的其他院校。第四輪配對補助金於2008年1月1日開始，至2009年2月28日結束，計劃為期14個月，每間院校可獲預留「最低款額」至2008年12月31日。
| 院校         | 款額（百萬元） | 補助金（百萬元） |
| ------------ | -------------- | ---------------- |
| 香港中文大學 | 727            | 250              |
| 香港大學     | 697            | 250              |
| 香港科技大學 | 238            | 135              |
| 香港理工大學 | 167            | 101              |
| 香港浸會大學 | 106            | 74               |
| 香港公開大學 | 102            | 70               |
| 香港城市大學 | 54             | 47               |
| 嶺南大學     | 28             | 28               |
| 香港教育學院 | 28             | 27               |
| 香港樹仁大學 | 17             | 17               |
| 總額：       | 2164           | 1000             |

為期14個月的第四輪配對補助金計劃於2009年2月28日結束，10所參與計劃的院校合共籌得超過21億元的私人捐款，10億元的補助金悉數發放予各參與院校。雖然第四輪配對補助金計劃推行期間遭逢金融海嘯，但是次計劃籌得款額較第三輪計劃理想，香港中文大學及香港大學分別籌得近7億3000萬元及7億元，獲發放最高補助金額2億5000萬元。籌款金額排第三位的香港科技大學同樣較第三輪計劃進步，籌得近2億4000萬元，獲發放1億3500萬元補助金。香港理工大學、香港浸會大學的籌款金額同樣較第三輪計劃為高，兩校都籌得超過1億元，但因為補助金的發放是先到先得，理工大學獲發放1億元，而浸會大學則為7400萬元。首次參與計劃的香港公開大學籌得款項超過1億元，獲發放7000萬元補助金，超越其中三間受教資會資助的院校。香港城市大學籌得5400萬元，獲發放4700萬元補助金。嶺南大學及香港教育學院籌得款項未達4500萬元的「最低款額」，香港教育學院是八所教資會資助院校中籌得款項最少的院校，只獲發放2700萬元補助金。香港樹仁大學是另一所首次參與計劃的大學，籌得1700萬元捐款，獲發放等額補助金。

## 第五輪配對補助金計劃
政府於2010年4月向立法會財務委員會申請撥款10億元設立第五輪配對補助金計劃。由於第四輪配對補助金計劃首次加入香港公開大學及香港樹仁大學兩所非教資會資助大學的反應良好，政府決定擴大第五輪配對補助金計劃的範圍，進一步加入兩所非教資會資助的院校，分別是政府公帑資助的香港演藝學院，以及根據專上學院條例註冊的香港珠海學院，這兩所新加入的學院聯同教資會資助的八所院校，以及在第四輪加入的香港公開大學與香港樹仁大學，合共12所院校參與第五輪配對補助金計劃。第五輪配對補助金的計算沿用自第二輪計劃起採用的兩級計算方式，但時限及金額有所變更。各院校籌得的4500萬元「最低款額」以下的款額以1元對1元發放，超出「最低款額」以2元捐款對1元補助金發放。由於參與院校增加，為顧及規模較小較新的院校獲得合理補助金，各院校可獲發放補助金的上限由上三輪計劃的2億5000萬元減少為2億2000萬元。每所院校在計劃的首9個月先獲預留4500萬元的「最低款額」，如院校於首9個月籌得超出「最低款額」的款額會排入輪候名單，為各院校預留的「最低款額」於預留期滿後如有餘額會發放予輪候名單上的其他院校。第五輪配對補助金於2010年6月1日開始，至2011年3月15日結束，計劃為期9個半月，每間院校可獲預留「最低款額」至2011年2月28日。
| 院校         | 款額（百萬元） | 補助金（百萬元） |
| ------------ | -------------- | ---------------- |
| 香港中文大學 | 709            | 220              |
| 香港大學     | 666            | 220              |
| 香港科技大學 | 223            | 129              |
| 香港城市大學 | 156            | 47               |
| 香港浸會大學 | 142            | 81               |
| 香港理工大學 | 114            | 66               |
| 香港珠海學院 | 110            | 77               |
| 香港公開大學 | 49             | 46               |
| 嶺南大學     | 42             | 42               |
| 香港教育學院 | 35             | 35               |
| 香港演藝學院 | 32             | 32               |
| 香港樹仁大學 | 14             | 4                |
| 總額：       | 2282           | 1000             |

為期9個半月的第五輪配對補助金計劃於2010年3月15日結束，12所參與計劃的院校合共籌得近23億元的私人捐款，10億元的補助金悉數發放予各參與院校。雖然第五輪配對補助金計劃的期限雖然較第四輪計劃為短，但是次計劃籌得款額較上一輪計劃略有增加，香港中文大學及香港大學分別籌得7億9百萬元及6億6600萬元，獲發放最高補助金額2億2000萬元。籌款金額名列第三的香港科技大學籌得近2億2300萬元，獲發放1億2900萬元補助金。香港城市大學籌得的金額較第四輪增加近兩倍至1億5600萬元，但因為計劃是先到先得，因此所獲發放的補助金仍為上輪的4700萬元。香港浸會大學、香港理工大學分別籌得1億4200元及1億1400元，分別獲發放8100萬元及6600萬元補助金。至於首次加入配對補助金計劃的香港珠海學院籌得1億1000萬元，遠高於兩所由教資會資助的嶺南大學及香港教育學院，該兩校均未達4500萬元的「最低款額」，而香港教育學院為八所教資會資助院校中最弱者，只獲發放3500萬元補助金，另一所首次加入的香港演藝學院籌得3200萬元。香港公開大學籌得4900萬元，獲發放4600萬元補助金，香港樹仁大學籌得1400萬元，獲發放400萬元補助金。

## 第六輪配對補助金計劃
政府於2012年5月向立法會財務委員會申請撥款25億元設立第六輪配對補助金計劃，由於上兩輪計劃先後增加四所參與院校後反應良好，政府決定第六輪配對補助金計劃進一步擴大範圍，納入所有合資格頒授香港本地學位的院校，包括八所教資會資助院校及其屬下附屬學院及自資學院，香港公開大學及其附屬學院，香港演藝學院，職業訓練局，所有《專上學院條例》（第320章）註冊的院校。在上輪計劃只有香港珠海學院是按專上學院條例註冊的院校，是次計劃新增四所按專上學院條例註冊的院校，分別是恒生管理學院、東華學院、明愛專上學院、明德學院。另一間新加入的機構是職業訓練局，是政府於1982年根據《職業訓練局條例》（第1130章）成立的法定教育機構。由於所有於2012年合資格可頒發本地學位的院都納入計劃，第六輪配對補助金計劃共有17所院校參與，而計劃的補助金額撥款相應增至25億元。
第五輪配對補助金的計算沿用自第二輪計劃起採用的兩級計算方式，但時限及金額有所變更。「最低款額」由4500萬元增至6000萬元，各院校籌得的6000萬元「最低款額」以下的款額以1元對1元發放，超出「最低款額」以2元捐款對1元補助金發放。由於參與院校增加，上一輪計劃各院校可獲發放補助金的上限為2億2000萬元，但是次計劃撥款增加，可獲發放補助金的上限提升至6億元。每所院校在計劃的首12個月先獲預留6000萬元的「最低款額」，如院校於首12個月籌得超出「最低款額」的款額會排入輪候名單，為各院校預留的「最低款額」於預留期滿後如有餘額會發放予輪候名單上的其他院校。第六輪配對補助金於2012年8月1日開始，至2014年7月31日結束，計劃為期兩年，每間院校可獲預留「最低款額」至2013年7月31日。
| 院校         | 款額（百萬元） | 補助金（百萬元） |
| ------------ | -------------- | ---------------- |
| 香港大學     | 2130           | 600              |
| 香港中文大學 | 1428           | 600              |
| 香港科技大學 | 436            | 239              |
| 香港浸會大學 | 381            | 208              |
| 香港理工大學 | 309            | 164              |
| 香港城市大學 | 184            | 114              |
| 明愛專上學院 | 151            | 101              |
| 香港公開大學 | 94             | 76               |
| 嶺南大學     | 84             | 69               |
| 職業訓練局   | 72             | 60               |
| 恒生管理學院 | 65             | 62               |
| 明德學院     | 64             | 62               |
| 香港教育學院 | 60             | 60               |
| 香港演藝學院 | 39             | 39               |
| 香港珠海學院 | 22             | 22               |
| 香港樹仁大學 | 12             | 12               |
| 東華學院     | 10             | 10               |
| 總額：       | 5539           | 2500             |

為期兩年的第六輪配對補助金計劃於2014年7月31日結束，17所參與計劃的院校合共籌得超過55億元的私人捐款，25億元的補助金悉數發放予各參與院校。由於第六輪配對補助金計劃時效較前五輪大幅延長，因此是次計劃籌得款額較上一輪計劃顯著增加，香港大學及香港中文大學分別籌得21億3百萬元及14億2800萬元，獲發放最高補助金額6億元。籌款金額名列第三的香港科技大學籌得近4億3600萬元，獲發放2億3900萬元補助金。浸會大學則為7400萬元。香港浸會大學、香港理工大學的籌款金額均超過3億元，分別獲發放2億8百萬元及1億6400萬元補助金。香港城市大學籌得1億8400萬元，獲發放1億1400萬元補助金。至於首次加入配對補助金計劃的明愛專上學院籌得1億5100萬元，獲發放1億1百萬元補助金，較兩所由教資會資助的嶺南大學及香港教育學院為高，嶺南大學獲發放8400萬元，而香港教育學院為八所教資會資助院校中最弱者，只獲發放6000萬元補助金。香港公開大學籌得9400萬元，獲發放7600萬元補助金。首次參與計劃的職業訓練局籌得7200萬元，獲發放6000萬元補助金。恒生管理學院、明德學院均為首次加入計劃，都達到6000萬元的「最低款額」，香港演藝學院、香港珠海學院、香港樹仁大學及東華學院則未能籌得「最低款額」。